# Reinhard Sebastian Zimmermann
Reinhard Sebastian Zimmermann (* 9. Januar 1815 in Hagnau am Bodensee; † 16. November 1893 in München) war ein deutscher Maler.

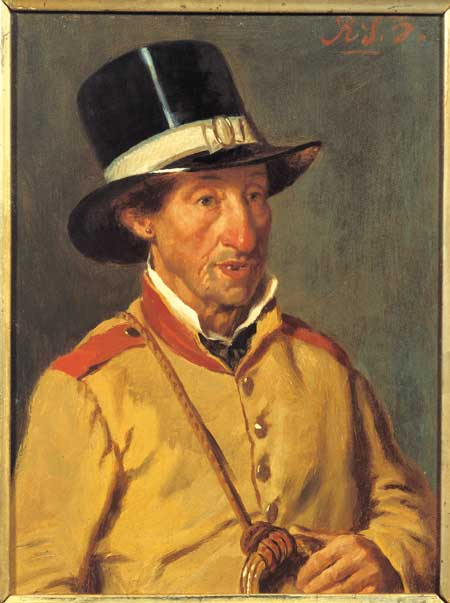
R. S. Zimmermann: Badischer Postillon, 1870

## Leben

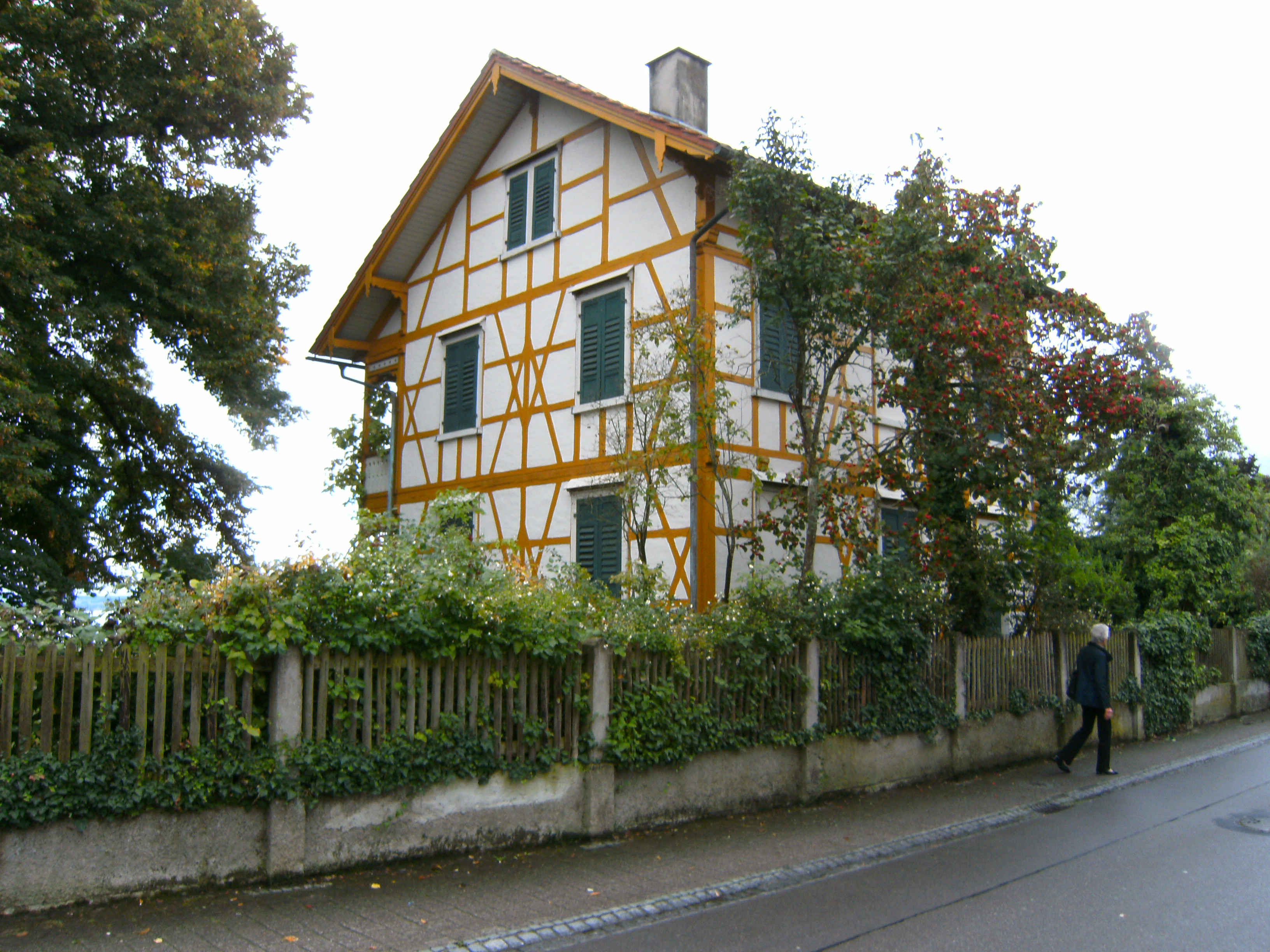
Malerhäusle von Reinhard Sebastian Zimmermann an der Seestraße in Hagnau am Bodensee

Zimmermann absolvierte eine kaufmännische Lehre und trat anschließend als Kaufmannsgehilfe in das Geschäft seines Vetters in Meersburg ein. In Meersburg begann er auch erstmals, sich mit der Porträtmalerei zu befassen. 1837 ging er aus beruflichen Gründen nach Freiburg im Breisgau, wo er auch seine Kenntnisse im Malen vertiefte.
Von 1840 bis 1842 studierte Zimmermann an der Kunstakademie in München, gefolgt von einem Studienaufenthalt in Paris und Reisen nach London und Brüssel. Nach seiner Rückkehr nach München 1847 beteiligte er sich aktiv an der bürgerlichen Revolution von 1848. 1852 schuf er das Gemälde „Zahlungsschwierigkeiten“, das er danach 1853 wegen des großen Zuspruchs mehrfach wiederholte. Inzwischen hatte sich Zimmermanns künstlerischer Ruf so gefestigt, dass er bei der Kunst- und Gewerbeausstellung 1854 in München Jurymitglied wurde. Bei der Allgemeinen Deutschen Kunstausstellung in Köln 1861 erhielt er für seine Werke eine Goldmedaille. Ein Jahr später wurde er durch Großherzog Friedrich I. zum badischen Hofmaler ernannt. Es folgten weitere Studienreisen nach Venedig und Paris. 1873 erhielt er auf der Internationalen Ausstellung in der Royal Albert Hall in London eine Bronzemedaille. Ein Jahr später wurde er vom badischen Großherzog Friedrich I. für sechs Wochen zu Studienaufenthalten nach Paris und Versailles entsandt. Später folgten noch weitere Studienaufenthalte in Italien.
1878 baute Zimmermann sich eine kleine Villa, sein Sommerhaus, das so genannte „Malerhäusle“, in der Seestraße in seinem Geburtsort Hagnau.
1884 wurde er mit dem Ritterkreuz I. Klasse des Ordens vom Zähringer Löwen ausgezeichnet. Reinhard Zimmermann starb 1893 im Alter von 78 Jahren in München.

## Grabstätte

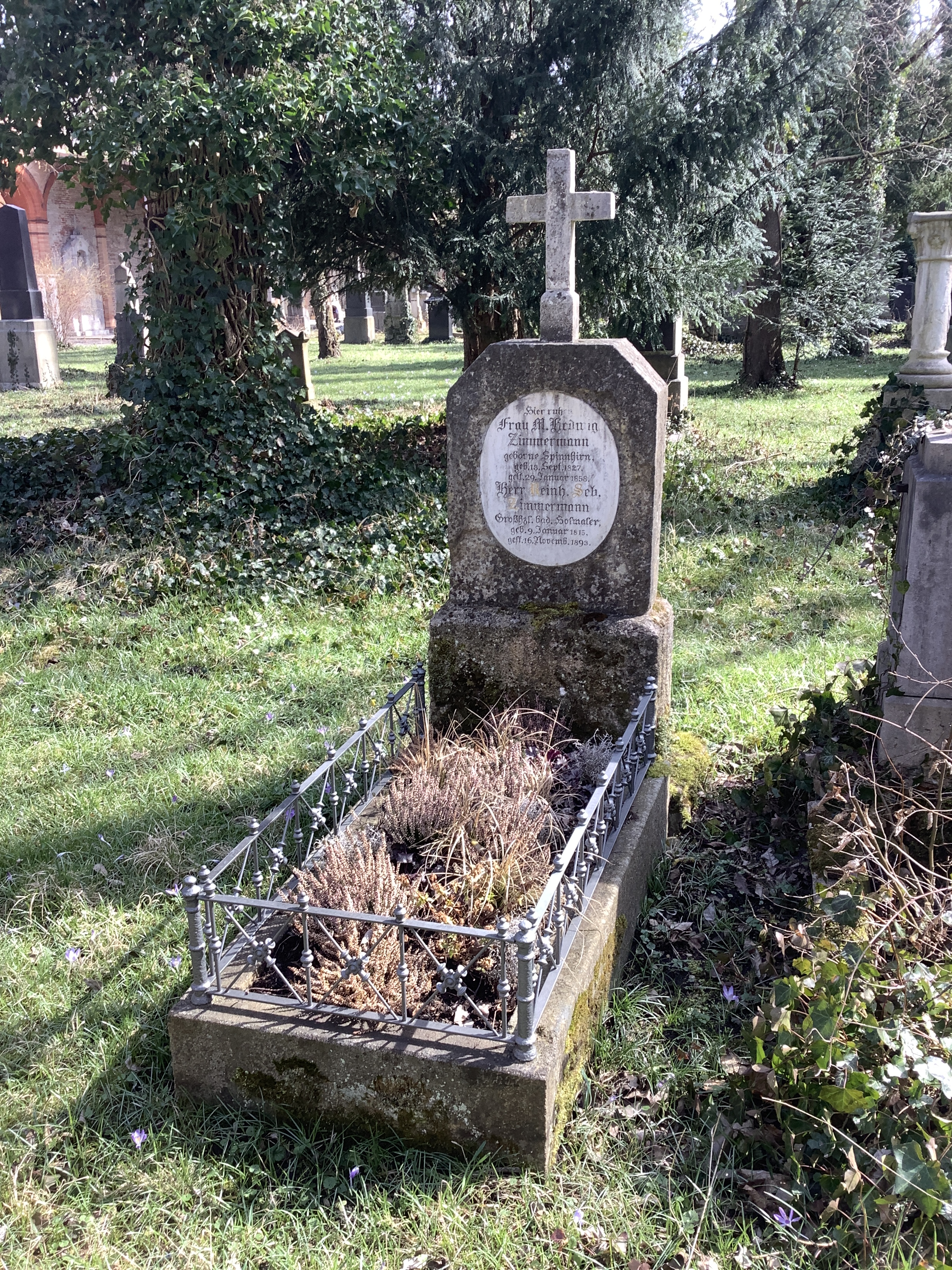
Grab von Reinhard Zimmermann auf dem Alten Südlichen Friedhof in München

Die Grabstätte von Reinhard Zimmermann befindet sich auf dem Alten Südlichen Friedhof in München (Gräberfeld 29 – Reihe 12 – Platz 12) Standort.

## Nachfahren
Reinhard Zimmermanns Söhne Ernst Zimmermann und Alfred Zimmermann waren ebenfalls bekannte Maler.

## Bilder in Museen

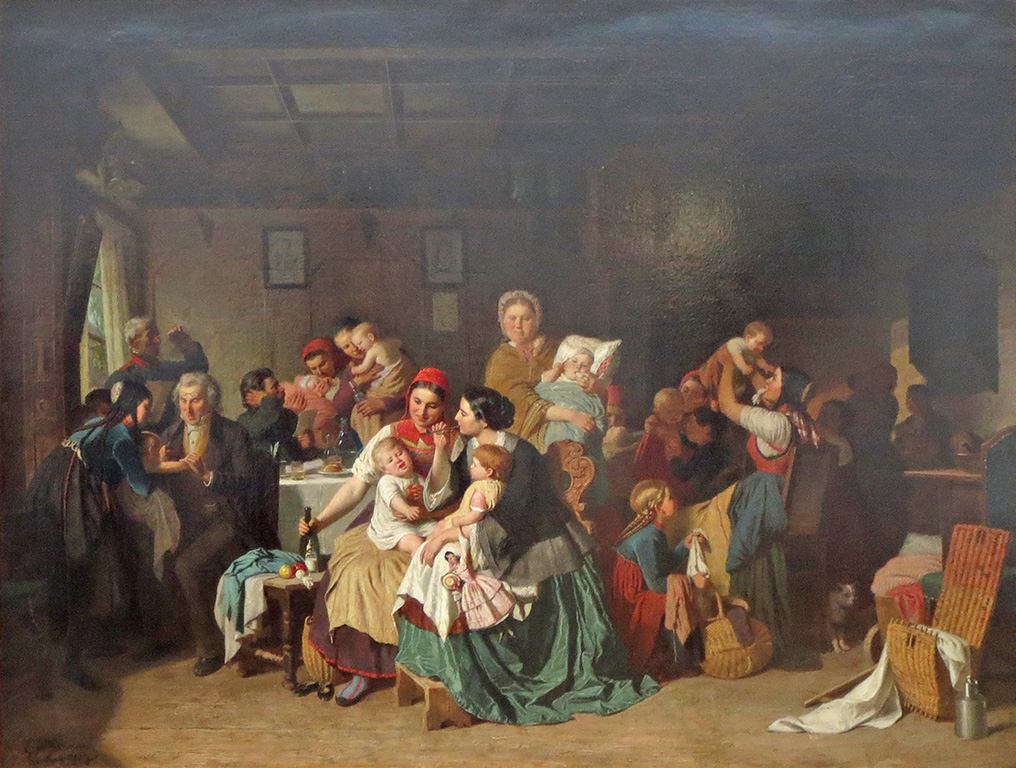
Die Impfstube von Reinhard Sebastian Zimmermann aus dem Zeppelin Museum in Friedrichshafen

- Im Hagnauer Museum in Hagnau sind einige seiner Ölbilder ausgestellt.
- Im Zeppelin Museum in Friedrichshafen sind die beiden Ölbilder Die Impfstube ausgestellt.
- Reinhard Sebastian Zimmermann: Feier zu Ehren des Landesvaters, 1865. Im Archiv der Kunstsammlung Bodenseekreis in Schloss Salem.

## Werke
- Erinnerungen eines alten Malers, 1882, Neuausgaben 1922 und zuletzt 2003 (Heimat- und Geschichtsverein, Hagnau 2003, ISBN 3-00-012010-6)